# Municipio de Ogle
El municipio de Ogle (en inglés: Ogle Township) es un municipio ubicado en el condado de Somerset en el estado estadounidense de Pensilvania. En el año 2000 tenía una población de 588 habitantes y una densidad poblacional de 6 personas por km².

## Geografía
El municipio de Ogle se encuentra ubicado en las coordenadas 40°12′00″N 78°43′31″O / 40.20000, -78.72528.

## Demografía
Según la Oficina del Censo en 2000 los ingresos medios por hogar en la localidad eran de $43,438 y los ingresos medios por familia eran $48,625. Los hombres tenían unos ingresos medios de $35,536 frente a los $22,083 para las mujeres. La renta per cápita para la localidad era de $18,005. Alrededor del 7,5% de la población estaban por debajo del umbral de pobreza.